# Hyundai Universe
Hyundai Universe — серия туристических автобусов, выпускаемых компанией Hyundai Motor Company с 2006 года. Основными конкурентами являются Kia Granbird и Daewoo серии FX и BX212M. В отличие от Hyundai Aero, модели разрабатываются по фирменной технологии Hyundai и оснащаются кузовом, предназначенным для снижения вибрации и защиты от опрокидывания. Мощность двигателя автобусов составляет порядка 380 л. с., расположение цилиндров — рядное, эко-класс — Евро-5. Может сочетаться с 5-ступенчатой механической или же с 6-ступенчатой автоматической трансмиссией.

## Модельный ряд
- Space
- Comfort
- Classic
- Elegance
- Luxury
- Express
- Prime
- Noble/Noble Queen
- Prestige

## Эксплуатация в России
Предприятие Мострансавто содержит в настоящее время 442 автобуса Hyundai Universe Space Luxury для обслуживания пригородных маршрутов Подмосковья. Большинство из них вытесняются другими автобусами.